# 카프레
카프레(재위:기원전 2558년 ~ 기원전 2532년)는 이집트 제4왕조의 네 번째 파라오이다. 이름은 '레처럼 나타난다'는 뜻이다. 마네토의 연대기에는 수피스 2세라고 적혀 있다.
카프레는 아버지 쿠푸의 대피라미드 옆에 기자의 제2피라미드를 지었다. 또한 일반적으로 스핑크스의 건설자로 인정되고 있다.

## 카프레의 피라미드

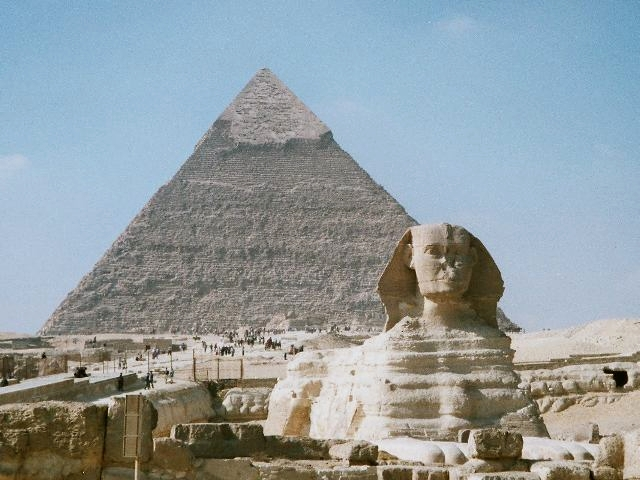
카프레의 피라미드와 스핑크스

카프레의 제2피라미드는 후세 파라오들에게 귀감이 된 것으로, 카프레를 기리는 골짜기 신전은 고왕국의 구조물들 중에 피라미드를 제외하면 가장 큰 건축물이다. (지금은 지붕이 없지만) 예전에 카프레의 신전은 빛이 지붕 사이사이로 파고 들어와 신전을 지키는 23개의 섬록암, 편암 등으로 만든 카프레 석상을 비추었을 것이다. 그 중 하나가 1860년에 발견되었는데, 의자에 근엄하게 앉아있는 카프레를 호루스의 매가 보호하고 있다.
제2피라미드 자체도 규모가 엄청나다. 카프레의 제2피라미드의 높이는 136.4 미터로, 대피라미드보다 1.1미터가 낮다. 하지만 애초에 좀 더 높은 곳에 건설했기 때문에, 카프레의 피라미드가 더 커 보인다. 피라미드 안의 유적들은 대부분 도굴꾼들이 가져갔다.
이후 카프레의 아들인 멘카우레가 제2피라미드 옆에 제3피라미드를 지음으로써 기자의 대피라미드 단지가 완성된다.

## 스핑크스
일반적으로 카프레가 스핑크스의 건설자이며, 스핑크스의 얼굴은 카프레를 본딴 것으로 알려져 있다. 스핑크스의 재료는 쿠푸의 대피라미드를 만들고 남은 석회암 바위산으로 알려져 있다. 최근 스핑크스의 건설 연대가 고대 이집트 왕국 이전이라는 이론들이 있지만, 구체적으로 받아들여지는 근거는 아직까지 없다.
스핑크스의 높이는 20미터, 길이는 73미터이다. 카프레가 세운 이후 한동안 모래에 파묻혀 있다가, 기원전 1419년 경에 당시 왕자였던 투트모세 4세가 모래를 치웠다.

## 같이 보기
- 카프레의 피라미드

## 참고 문헌
- 피터 클레이턴(Peter Clayton) 저, 정영목 역, 《파라오의 역사》, 까치, 2004

| 전임 제데프레 | 제4대 이집트 제4왕조의 파라오 기원전 2558년 ~ 기원전 2532년 | 후임 멘카우레 |